# Simfonia núm. 2 (Atterberg)
La Simfonia núm. 1 en fa major, op. 6, va ser completada per Kurt Atterberg el 1912. Atterberg va dirigir els dos primers moviments de l'obra amb l'⁣Orquestra Simfònica de Göteborg el 18 de desembre de 1912 a Göteborg. Carl Corbach va dirigir la Fürstliche Hofkapelle el 27 de juliol de 1913 a Sondershausen, ja amb els tres moviments definitius. Max von Schillings ja havia interpretat l'obra de manera extraoficial a Stuttgart. La simfonia completa té una durada aproximada de 40 minuts.

## Origen i disseny
Atterberg, principalment un compositor tradicional, havia escrit una simfonia de dues parts amb el que ja la considerava finalitzada. Wilhelm Stenhammar, el director principal de l'orquestra, i tambñe compositor i pianista va tocar la part de piano a la part central del segon moviment en què hi ha un acord impressionant en la menor que les trompes i el piano toquen a l'uníson. Més endavant, Atterberg va recordar: «He dirigit la simfonia moltes vegades, entre d'altres el 1921 amb la Filharmònica de Viena i les seves vuit trompes, però aquest motiu mai s'ha tocat amb tanta precisió i força fonamental com quan Stenhammar era al piano».
Els especialistes van criticar que la simfonia només constés de dues parts, fet que no estava de moda en aquells moments i consideraven l'obra inacabada. Atterberg va fer cas a les seves queixes i més tard va publicar un tercer moviment. Atterberg era més popular a Alemanya que a casa seva, i per això la primera actuació oficial de la Simfonia núm. 2 de tres moviments "completa" es va fer a Sondershausen. En un breu període, la nova simfonia es va anar interpretant, per exemple dirigida per Siegmund von Flausegger a Berlín, el 8 de novembre de 1915, i per Georg Huttner a Dortmund, el 7 d'abril de 1916. A Suècia, la simfonia completa es va interpretar per primera vegada l'11 de febrer de 1914, en una interpretació a Göteborg dirigida pel compositor.
La simfonia té una estructura de tres parts:
- Allegro con moto
- Adagio – Presto
- Allegro con fuoco

## Orquestració
L'orquestració també és tradicional:
- 3 flautes (3a també flautí), 2 oboès (2n també corn anglès), 2 clarinets (2n també clarinet baix), 2 fagots
- 4 trompes, 2 trompetes, 3 trombons, 1 tuba
- timbales, 1 percussió, 1 piano
- violins, violes, violoncels, contrabaix

## Discografia
- Societat Sueca⁣: Stig Westerberg dirigirint l'⁣Orquestra Simfònica de la Ràdio Sueca el 1967.
- cpo⁣: Ari Rasilainen dirigirint l'⁣Orquestra Simfònica de la Ràdio de Frankfurt.
- Chandos : Neeme Järvi dirigirint l'⁣Orquestra Simfònica de Göteborg.